# Ljubnica
Ljubnica este o localitate din comuna Vitanje, Slovenia, cu o populație de 311 locuitori.